# Washington State Route 504
Pour les articles homonymes, voir Route 504.

Washington State Route 504

La State Route 504, également appelée Spirit Lake Memorial Highway, est une route d'État dans les comtés de Cowlitz et de Skamania, dans l'État de Washington, aux États-Unis.
Elle s'étend sur environ 83,3 kilomètres et effectue une jonction avec la Interstate 5 sur son extrémité ouest.